# 格氏丛莺
，是雀形目长嘴莺科的一种鸟类，属于单型的格氏丛莺属（学名：Graueria）。

## 特征
格氏丛莺体重约15.54克，翼长约61毫米，喙宽度约3.9毫米，喙厚度约3.5毫米，嘴峰长约15.7毫米，跗蹠长约18.5毫米，尾长约59.8毫米。
格氏丛莺是留鸟，栖息在森林，它们是食肉动物，主要以昆虫、蜘蛛等陆生无脊椎动物为食。它们分布在刚果民主共和国东部、乌干达西南部和卢旺达西部的茂密山地森林。